# Termagante
Nell'Europa medievale, Termagante o Tervagante era il nome dato a un'immaginaria divinità che i cristiani credevano fosse adorata dai musulmani.

## Origine del concetto
La letteratura medievale spesso faceva riferimento ai musulmani come pagani, chiamandoli nemici pagani e rappresentandoli ingenuamente come adoratori di Maometto (Mahomet, Mahound) e di altre divinità sotto forma di idoli (immagini cultuali), che vanno da Apollyon a Lucifero. La loro divinità suprema era in genere chiamata Termagante. In alcuni scritti, come nella Canzone di Orlando, si parla di una trinità profana composta da Maometto, Apollyon e Termagante.
L'origine del nome Termagante è ignota e non sembra derivi da nessuno degli aspetti del credo e delle pratiche dei musulmani. Walter Skeat, nel XIX secolo, ipotizzava che il nome fosse in origine «Trivagante», che significava ‘tre volte vagante’, in riferimento alla luna, ovvero all'uso islamico del simbolo della luna crescente. È stata inoltre suggerita un'origine dall'inglese antico, da tiw mihtig  ‘molto potente’, in riferimento al dio germanico Tiw. Un'altra possibile ipotesi è che esso tragga origine dal confondere fra loro i musulmani e i magi zoroastriani dell'antico Iran: perciò tyr-magiano o ‘dio magiano’.

## Termagante nella letteratura
Qualsiasi sia la sua origine, il nome «Termagante» si radicò nelle credenze occidentali come il dio principale dei musulmani, menzionato regolarmente nella letteratura cavalleresca e nelle canzoni di gesta. Nel poema in inglese medio del XV secolo, Guy of Warwick, un sultano presta giuramento:
Aiutami, Mahoune, della potenza,
e Termagante, dio sì lucente.
Nella Canzone di Orlando, i musulmani, avendo perduta la battaglia di Roncisvalle, sconsacrano i loro idoli pagani (versi 2589–2590):
Tervagante è inoltre un dio/statua del «re d'Africa» nell'opera di Jean Bodel in francese antico (circa 1200) Jeu de saint Nicolas.
Nel Sowdone of Babylone, il sultano fa un voto a Termagaunte più che a Mahund (Maometto):
Nei Racconti di Canterbury di Geoffrey Chaucer, la storia di Sir Thopas (in cui si suppone raccontata da Chaucer stesso durante il pellegrinaggio) è una parodia di questi romanzi cavallereschi. Nel racconto, un cavaliere gigante chiamato «Sir Oliphaunt» presta giuramento a Termagante.
Nella letteratura occitana il nome Maometto venne corrotto in «Bafometto» dando origine alla sua leggenda, che spesso lo rappresenta come un idolo, una capra sabbatica e come un collegamento chiave nelle teorie del complotto. Il trovatore Austorc d'Aorlhac, in un sirventese, accosta fianco a fianco Bafometto (Bafometz) e Termaganat (Tervagan).
Termagante inoltre divenne un personaggio tipo in un certo numero di misteri medievali. Sulla scena, Termagante era di solito raffigurato come una creatura inturbantata che indossa un lungo vestito in stile orientale. Come personaggio cattivo, egli maltratterebbe e minaccerebbe quelli meno cattivi, sempre comunque suoi servitori e adoratori.
Termagante appare nella forma Trivigante nelle opere dei letterati italiani del XV-XVI secolo. Nel cantare XXI del Morgante del Pulci:
Nel canto XX dell’Orlando Innamorato di Matteo Maria Boiardo:
Nel canto XII dell’Orlando Furioso dell'Ariosto:

## Il terminetermaganteriferito a persona
Nella tradizione teatrica shakespeariana il termine aggettivato venne a riferirsi a una persona inopportuna e prepotente. La prima parte del suo Enrico IV fa riferimento a "quell'impetuoso termagante scozzese". Nell'Amleto, l'eroe riferendosi all'insopportabile gigioneria dell'attore dice che "un tale individuo lo farei frustare per aver superato Termagante; si comporta da Erode più di Erode". Erode, come Termagante, era ugualmente un personaggio del dramma medievale famoso per la sua ampollosità.
A causa soprattutto della rappresentazione di Termagante in abito lungo, dato che i ruoli femminili erano invariabilmente svolti da attori uomini nel periodo elisabettiano, il pubblico inglese ebbe l'errata idea che il personaggio interpretato fosse femminile, o almeno che somigliasse a una donna piuttosto mascolina. Di conseguenza, il nome termagant (in ambito anglofono) venne sempre più ad essere applicato a una donna attaccabrighe e petulante. Tuttavia, il termine è ancora talvolta usato tra uomini, come è successo al politico australiano Kim Beazley che chiama il suo oppositore termagant.

## Curiosità
- HMS Termagant è un nome di vecchia data di ben sette navi della marina reale britannica.
- Nel Rip van Winkle di Washington Irving, la signora Van Winkle viene descritta dal narratore come una moglie "termagante".
- Nel libro di Jack Vance, The Dragon Masters, una sottospecie di "drago" è il grande termagante.
- Nel microgame Chitin: 1 The Harvest Wars, prodotto da Metagaming nei tardi anni settanta, Termagant era un tipo di unità terrestre.
- Nell'universo fantascientifico di Warhammer 40.000, i termaganti sono una sottospecie di Tiranidi, ostili creature aliene che somigliano a dinosauri o insetti.